# Sanghaji Együttműködési Szervezet
A Sanghaji Együttműködési Szervezet (SCO) (kínai: 上海合作组织, (上合组织), orosz: Шанхайская организация сотрудничества (ШОС), angol: Shanghai Cooperation Organisation (SCO)) egy kormányközi, eurázsiai, politikai, gazdasági, nemzetközi biztonsági és védelmi szervezet. Földrajzi kiterjedését és lakosságát tekintve a világ legnagyobb regionális szervezete, amely 2022-ben Eurázsia területének körülbelül 60%-át, a világ népességének 40%-át adja.

## Történet
2001-ben alapította Kína, Kazahsztán, Kirgizisztán, Oroszország, Tádzsikisztán és Üzbegisztán.
Üzbegisztán kivételével a többi ország a Sanghaji ötöknek volt tagja, amit 1996-ban alapítottak, 2001-ben kapta a szervezet új nevét, az SCO-t.
A Sanghaji ötök eredetileg 1996. április 26-án Sanghajban írták alá a Treaty on Deepening Military Trust in Border Regions-t. 1997. április 24-én Moszkvában aláírták a Treaty on Reduction of Military Forces in Border Regions nevű szerződést.

## Tagországok
| Ország        | Csatlakozási folyamat kezdete | Tagság kezdete   |
| ------------- | ----------------------------- | ---------------- |
| Kína          | alapító tagok                 | 2001. június 14. |
| Kazahsztán    | alapító tagok                 | 2001. június 14. |
| Kirgizisztán  | alapító tagok                 | 2001. június 14. |
| Oroszország   | alapító tagok                 | 2001. június 14. |
| Tádzsikisztán | alapító tagok                 | 2001. június 14. |
| Üzbegisztán   | alapító tagok                 | 2001. június 14. |
| India         | 2015. június 10.              | 2017. június 9.  |
| Pakisztán     | 2015. június 10.              | 2017. június 9.  |
| Irán          | 2021. szeptember 17.          | 2023. július 4.  |

## Megfigyelők
- Afganisztán
- Fehéroroszország
- Mongólia

## További partnerek
A párbeszéd partner státuszt 2008-ban hozták létre.
| ország                  | jóváhagyva  | státusz megadva |
| ----------------------- | ----------- | --------------- |
| Srí Lanka               | 2009        | 2010            |
| Törökország             | 2012        | 2013            |
| Kambodzsa               | 2015        | 2015            |
| Azerbajdzsán            | 2015        | 2016            |
| Nepál                   | 2015        | 2016            |
| Örményország            | 2015        | 2016            |
| Egyiptom                | 2021        | 2022 szept.     |
| Katar                   | 2021        | 2022 szept.     |
| Szaúd-Arábia            | 2021        | 2022 szept.     |
| Kuvait                  | 2022 szept. | 2023 máj.       |
| Maldív-szigetek         | 2022 szept. | 2023 máj.       |
| Mianmar                 | 2022 szept. | 2023 máj.       |
| Egyesült Arab Emírségek | 2022 szept. | 2023 máj.       |
| További partner         | 2022 szept. | 2023 máj.       |
| Bahrein                 | 2022        | TBD             |